# Championnat d'Allemagne féminin de football de deuxième division 2012-2013
Navigation
Édition précédente Édition suivante
La 2. Frauen-Bundesliga 2012-2013 est la 9e édition du championnat d'Allemagne de football féminin de deuxième division.
Le deuxième niveau du championnat féminin oppose vingt-quatre clubs allemands répartis dans deux groupes de douze équipes, en une série de vingt-deux rencontres jouées durant la saison de football. La compétition débute le 2 septembre 2012 et s'achève le dimanche 26 mai 2013.
Les premières places de chaque groupe permettent de monter en Frauen Bundesliga lors de la saison suivante alors que les deux dernières places de chaque groupe sont synonyme de relégation en Regionalliga.
Lors de l'exercice précédent, le FC Lokomotive Leipzig a été relégué après avoir fini à la dernière place de première division. Le SV Holstein Kiel (de), le Blau-Weiß Hohen Neuendorf, le SV Bardenbach, le FFC Recklinghausen et le SC Sand ont, quant à eux, gagné le droit d'évoluer dans ce championnat après avoir obtenu leurs promotions lors des phases finales de Regionalliga.
La compétition est remportée par le BV Cloppenburg (de) et le TSG Hoffenheim qui ont donc été promu à l'issue de la saison. Dans le bas du classement, le SV Holstein Kiel (de), le FFC Oldesloe (de), l'équipe réserve du SC Bad Neuenahr et le SV Bardenbach, sont relégués.

## Participants
Ces tableaux présentent les vingt-quatre équipes qualifiées pour disputer le championnat 2012-2013. On y trouve le nom des clubs, la date de création du club, l'année de la dernière accession à cette division, leur classement de la saison précédente, le nom des stades ainsi que la capacité de ces derniers.
Le championnat comprend deux groupes de douze équipes.
Légende des couleurs
- Relégué de Frauen-Bundesliga.
- Promu de Regionalliga.

| \| Werder Brême BV Cloppenburg (de) HSV Borussia Friedenstal FF USV IénaR SV Holstein Kiel (de) FC Lokomotive Leipzig FC Lübars Magdeburger FFC (en) SV Meppen Blau-Weiß Hohen Neuendorf FFC Oldesloe (de) FFC Turbine PotsdamR \| Localisation des clubs engagés dans le groupe Nord du championnat. |
| Werder Brême BV Cloppenburg (de) HSV Borussia Friedenstal FF USV IénaR SV Holstein Kiel (de) FC Lokomotive Leipzig FC Lübars Magdeburger FFC (en) SV Meppen Blau-Weiß Hohen Neuendorf FFC Oldesloe (de) FFC Turbine PotsdamR                                                                          |

| Nom du club               | Date de création | Dernière accession | Cls 2012      | Stade                       | Capacité | Nb T. |
| ------------------------- | ---------------- | ------------------ | ------------- | --------------------------- | -------- | ----- |
| FC Lokomotive Leipzig     | -                | 2012               | 1.FB          | Stade inconnu               | -        | /     |
| FFC Turbine PotsdamR      | 1971             | 2004               | 1 (Gr. Nord)  | Karl-Liebknecht-Stadion     | 10 499   | 1     |
| BV Cloppenburg (de)       | -                | 2010               | 3 (Gr. Nord)  | TimePartner Arena           | 5 001    | /     |
| HSV Borussia Friedenstal  | 1953             | 2011               | 4 (Gr. Nord)  | Ludwig-Jahn-Stadion         | 18 400   | 2     |
| Werder Brême              | -                | 2009               | 5 (Gr. Nord)  | Weserstadion Platz 12       | -        | /     |
| Magdeburger FFC (en)      | 1997             | 2009               | 6 (Gr. Nord)  | Heinrich-Germer-Stadion     | 4 990    | /     |
| SV Meppen                 | -                | 2004               | 7 (Gr. Nord)  | MEP-Arena                   | 16 500   | /     |
| FC Lübars                 | 1971             | 2010               | 8 (Gr. Nord)  | Sportplatz Schluchseestraße | -        | /     |
| FF USV IénaR              | 2004             | 2011               | 9 (Gr. Nord)  | Ernst-Abbe-Sportfeld        | 12 630   | /     |
| FFC Oldesloe (de)         | 2000             | 2007               | 10 (Gr. Nord) | Stadion Buniamshof          | 10 000   | /     |
| SV Holstein Kiel (de)     | 2004             | 2012               | Reg.          | Kiliaplatz                  | 3 000    | /     |
| Blau-Weiß Hohen Neuendorf | -                | 2012               | Reg.          | Niederheide                 | -        | /     |

| \| SC Bad NeuenahrR SV Bardenbach Bayern MunichR FC Cologne TSV Crailsheim FFC FrancfortR TSG Hoffenheim FFC Niederkirchen FFC Recklinghausen SC Sand I FC Sarrebruck ETSV Würzburg \| Localisation des clubs engagés dans le groupe Sud du championnat. |
| SC Bad NeuenahrR SV Bardenbach Bayern MunichR FC Cologne TSV Crailsheim FFC FrancfortR TSG Hoffenheim FFC Niederkirchen FFC Recklinghausen SC Sand I FC Sarrebruck ETSV Würzburg                                                                         |

| Nom du club        | Date de création | Dernière accession | Cls 2012     | Stade                   | Capacité | Nb T. |
| ------------------ | ---------------- | ------------------ | ------------ | ----------------------- | -------- | ----- |
| TSG Hoffenheim     | -                | 2010               | 2 (Gr. Sud)  | Stade inconnu           | -        | /     |
| FC Cologne         | 1974             | 2009               | 3 (Gr. Sud)  | Franz-Kremer-Stadion    | 5 000    | 1     |
| TSV Crailsheim     | 1971             | 2009               | 4 (Gr. Sud)  | Schönebürgstadion       | 5 500    | 1     |
| FFC FrancfortR     | 1973             | 2004               | 5 (Gr. Sud)  | Stadion am Brentanobad  | 5 200    | /     |
| FFC Niederkirchen  | 1969             | 2010               | 6 (Gr. Sud)  | Sportgelände Nachtweide | -        | /     |
| FC Sarrebruck      | 1990             | 2011               | 7 (Gr. Sud)  | Stadion Kieselhumes     | 6 000    | 2     |
| SC Bad NeuenahrR   | 1907             | 2011               | 8 (Gr. Sud)  | Apollinarisstadion      | 4 580    | /     |
| Bayern MunichR     | 1970             | 2009               | 9 (Gr. Sud)  | Sportpark Aschheim      | 3 000    | /     |
| ETSV Würzburg      | -                | 2011               | 10 (Gr. Sud) | Sportpark Herieden      | 5 000    | /     |
| SV Bardenbach      | -                | 2012               | Reg.         | Stade inconnu           | -        | /     |
| FFC Recklinghausen | 2003             | 2012               | Reg.         | Stadion Hohenhorst      | 10 000   | /     |
| SC Sand            | 1980             | 2012               | Reg.         | Kühnmatt-Stadion        | 2 000    | /     |

## Compétition

### Classement
Le classement est calculé avec le barème de points suivant : une victoire vaut trois points, le match nul un et la défaite zéro.
Les critères utilisés pour départager en cas d'égalité au classement sont les suivants :
1. différence entre les buts marqués et les buts concédés sur la totalité des matchs joués dans le championnat ;
2. plus grand nombre de buts marqués sur la totalité des matchs joués dans le championnat.

| Rang | Équipe                      | Pts | J  | G  | N | P  | Bp | Bc | Diff |
| ---- | --------------------------- | --- | -- | -- | - | -- | -- | -- | ---- |
| 1    | BV Cloppenburg (de)         | 54  | 22 | 17 | 3 | 2  | 54 | 14 | +40  |
| 2    | HSV Borussia Friedenstal    | 47  | 22 | 15 | 2 | 5  | 62 | 26 | +36  |
| 3    | SV Meppen                   | 46  | 22 | 15 | 1 | 6  | 40 | 22 | +18  |
| 4    | FFC Turbine PotsdamR        | 45  | 22 | 14 | 3 | 5  | 60 | 27 | +33  |
| 5    | Werder Brême                | 42  | 22 | 13 | 3 | 6  | 54 | 32 | +22  |
| 6    | FC Lokomotive Leipzig R     | 33  | 22 | 9  | 6 | 7  | 41 | 37 | +4   |
| 7    | FC Lübars                   | 29  | 22 | 9  | 2 | 11 | 31 | 28 | +3   |
| 8    | Magdeburger FFC (en)        | 24  | 22 | 6  | 6 | 10 | 28 | 36 | -8   |
| 9    | FF USV IénaR                | 16  | 22 | 4  | 4 | 14 | 23 | 49 | -26  |
| 10   | Blau-Weiß Hohen Neuendorf P | 14  | 22 | 3  | 5 | 14 | 18 | 56 | -38  |
| 11   | SV Holstein Kiel (de) P     | 13  | 22 | 3  | 4 | 15 | 20 | 54 | -34  |
| 12   | FFC Oldesloe (de)           | 13  | 22 | 4  | 1 | 17 | 16 | 66 | -50  |

| Légende : | Légende : |
| --------- | --- |
|           | Promu en Frauen-Bundesliga. |
|           | Participe au barrage de relégation en Regionalliga. |
|           | Relégué en Regionalliga. |
|           | T Tenant du titre. R Relégué de Frauen-Bundesliga. P Promu de Regionalliga. Pts points ; G victoires ; N matchs nuls ; P défaites Bp buts marqués ; Bc buts encaissés ; Diff différence de buts |

| Rang | Équipe               | Pts | J  | G  | N | P  | Bp | Bc | Diff |
| ---- | -------------------- | --- | -- | -- | - | -- | -- | -- | ---- |
| 1    | TSG Hoffenheim       | 56  | 22 | 18 | 2 | 2  | 73 | 23 | +50  |
| 2    | FC Cologne           | 55  | 22 | 17 | 4 | 1  | 66 | 14 | +52  |
| 3    | SC Sand P            | 54  | 22 | 17 | 3 | 2  | 65 | 22 | +43  |
| 4    | TSV Crailsheim       | 32  | 22 | 9  | 5 | 8  | 39 | 31 | +8   |
| 5    | ETSV Würzburg        | 32  | 22 | 10 | 2 | 10 | 44 | 53 | -9   |
| 6    | FC Sarrebruck        | 30  | 22 | 9  | 3 | 10 | 40 | 36 | +4   |
| 7    | Bayern MunichR       | 29  | 22 | 8  | 5 | 9  | 42 | 32 | +10  |
| 8    | FFC FrancfortR       | 26  | 22 | 8  | 2 | 12 | 27 | 40 | -13  |
| 9    | FFC Niederkirchen    | 22  | 22 | 6  | 4 | 12 | 37 | 40 | -3   |
| 10   | FFC Recklinghausen P | 19  | 22 | 5  | 2 | 15 | 31 | 79 | -48  |
| 11   | SC Bad NeuenahrR     | 14  | 22 | 3  | 5 | 14 | 17 | 48 | -31  |
| 12   | SV Bardenbach P      | 9   | 22 | 2  | 3 | 17 | 23 | 86 | -63  |

| Légende : | Légende : |
| --------- | --- |
|           | Promu en Frauen-Bundesliga. |
|           | Participe au barrage de relégation en Regionalliga.                                                                                          |
|           | Relégué en Regionalliga. |
|           | P Promu de Regionalliga. Pts points ; G victoires ; N matchs nuls ; P défaites Bp buts marqués ; Bc buts encaissés ; Diff différence de buts |

### Résultats
Groupe Nord
| Résultats (▼dom., ►ext.)                                   | Brê | Clo | Her | Ién | Kie | Lei | Lüb | Mag | Mep | Neu | Old | Tur |
| Werder Brême                                               |     | 0-1 | 2-0 | 3-1 | 4-2 | 2-1 | 4-0 | 1-0 | 1-2 | 1-1 | 3-0 | 4-4 |
| BV Cloppenburg (de)                                        | 0-4 |     | 2-2 | 3-0 | 3-1 | 1-1 | 1-0 | 2-1 | 2-0 | 6-0 | 2-0 | 2-0 |
| HSV Borussia Friedenstal                                   | 4-2 | 0-2 |     | 3-0 | 6-0 | 3-2 | 2-1 | 2-1 | 2-2 | 3-0 | 8-1 | 1-2 |
| FF USV IénaR                                               | 4-1 | 0-3 | 0-2 |     | 0-0 | 0-2 | 0-3 | 1-2 | 0-5 | 0-3 | 6-1 | 4-2 |
| SV Holstein Kiel (de)                                      | 2-7 | 0-4 | 1-3 | 4-0 |     | 0-0 | 1-0 | 0-1 | 0-2 | 1-1 | 0-2 | 1-4 |
| FC Lokomotive Leipzig                                      | 3-3 | 1-2 | 0-4 | 2-2 | 5-1 |     | 1-0 | 3-1 | 4-2 | 3-0 | 2-1 | 0-2 |
| FC Lübars                                                  | 0-1 | 0-3 | 0-2 | 0-0 | 4-2 | 5-2 |     | 1-1 | 2-1 | 2-0 | 4-0 | 0-2 |
| Magdeburger FFC (en)                                       | 0-1 | 1-3 | 0-4 | 2-1 | 0-0 | 2-2 | 1-2 |     | 1-3 | 2-2 | 4-2 | 2-2 |
| SV Meppen                                                  | 2-1 | 2-1 | 1-0 | 3-1 | 2-0 | 3-1 | 2-0 | 1-0 |     | 2-0 | 2-0 | 0-2 |
| Blau-Weiß Hohen Neuendorf                                  | 3-5 | 0-4 | 2-6 | 0-0 | 2-1 | 2-4 | 0-1 | 1-1 | 0-1 |     | 0-1 | 0-5 |
| FFC Oldesloe (de)                                          | 1-4 | 0-6 | 1-3 | 0-2 | 1-3 | 0-0 | 0-6 | 1-3 | 1-0 | 0-1 |     | 2-1 |
| FFC Turbine PotsdamR                                       | 1-0 | 1-1 | 4-2 | 5-1 | 3-0 | 1-2 | 2-0 | 1-2 | 3-2 | 7-0 | 6-1 |     |
| - Victoire à domicile - Match nul - Victoire à l'extérieur |     |     |     |     |     |     |     |     |     |     |     |     |

Groupe Sud
| Résultats (▼dom., ►ext.)                                   | Bad | Bar  | ByM | Col | Cra | Fra | Hof | Nie | Rec | San | Sar | Wür |
| SC Bad NeuenahrR                                           |     | 0-0  | 1-2 | 0-1 | 0-2 | 0-4 | 2-6 | 1-2 | 0-0 | 1-2 | 0-0 | 1-4 |
| SV Bardenbach                                              | 0-1 |      | 1-4 | 1-2 | 3-2 | 1-2 | 2-6 | 2-1 | 0-5 | 3-3 | 0-5 | 3-5 |
| Bayern MunichR                                             | 4-0 | 1-0  |     | 0-1 | 1-2 | 0-1 | 1-4 | 1-1 | 2-2 | 3-3 | 3-2 | 3-4 |
| FC Cologne                                                 | 5-0 | 12-1 | 3-2 |     | 1-1 | 4-0 | 1-1 | 1-0 | 7-0 | 0-1 | 3-1 | 6-0 |
| TSV Crailsheim                                             | 1-0 | 4-0  | 2-2 | 0-0 |     | 2-1 | 2-3 | 3-0 | 3-1 | 0-3 | 1-3 | 1-1 |
| FFC FrancfortR                                             | 1-1 | 0-0  | 0-7 | 1-4 | 1-0 |     | 1-2 | 0-4 | 4-1 | 2-4 | 1-2 | 4-0 |
| TSG Hoffenheim                                             | 2-0 | 8-0  | 1-0 | 3-3 | 2-1 | 3-0 |     | 4-1 | 6-0 | 0-3 | 3-1 | 5-0 |
| FFC Niederkirchen                                          | 2-2 | 5-0  | 1-2 | 1-2 | 3-1 | 0-3 | 2-3 |     | 3-1 | 0-1 | 1-1 | 0-2 |
| FFC Recklinghausen                                         | 4-5 | 5-3  | 0-3 | 0-3 | 0-5 | 3-0 | 0-2 | 0-6 |     | 1-7 | 1-6 | 5-3 |
| SC Sand                                                    | 3-0 | 6-1  | 0-0 | 0-2 | 3-4 | 1-0 | 2-1 | 6-1 | 6-0 |     | 3-1 | 2-0 |
| FC Sarrebruck                                              | 1-2 | 3-0  | 2-1 | 0-1 | 2-1 | 0-1 | 0-3 | 1-1 | 1-2 | 1-4 |     | 3-1 |
| ETSV Würzburg                                              | 2-0 | 6-2  | 1-0 | 1-4 | 1-1 | 1-0 | 1-5 | 3-2 | 4-0 | 1-2 | 3-4 |     |
| - Victoire à domicile - Match nul - Victoire à l'extérieur |     |      |     |     |     |     |     |     |     |     |     |     |

### Barrage de relégation
| Club                      | Aller | Retour | Club               |
| ------------------------- | ----- | ------ | ------------------ |
| Blau-Weiß Hohen Neuendorf | 5-1   | 1-2    | FFC Recklinghausen |

## Bilan de la saison
| Championnat d'Allemagne féminin de football de deuxième division 2012-2013 |                                                                         |
| Champion                                                                   | BV Cloppenburg (de) (Nord) (1er titre) TSG Hoffenheim (Sud) (1er titre) |
| Promotions et relégations                                                  |                                                                         |
| Promus en Frauen-Bundesliga                                                | BV Cloppenburg (de)                                                     |
| Promus en Frauen-Bundesliga                                                | TSG Hoffenheim                                                          |
| Relégués en 2. Frauen-Bundesliga                                           | VfL Sindelfingen                                                        |
| Relégués en 2. Frauen-Bundesliga                                           | FSV Gütersloh                                                           |

## Statistiques
| Cls | Joueuse          | Club                     | Buts |
| --- | ---------------- | ------------------------ | ---- |
| 1   | Anna Laue        | HSV Borussia Friedenstal | 22   |
| 2   | Cindy König      | Werder Brême             | 14   |
| 2   | Agnieszka Winczo | BV Cloppenburg (de)      | 14   |
| 4   | Sandra Starke    | FFC Turbine PotsdamR     | 12   |
| 5   | Heike Freese     | SV Meppen                | 10   |
| 5   | Nangila van Eyck | SV Meppen                | 10   |

| Cls | Joueuse              | Club           | Buts |
| --- | -------------------- | -------------- | ---- |
| 1   | Julia Manger         | ETSV Würzburg  | 24   |
| 2   | Susanne Hartel       | TSG Hoffenheim | 16   |
| 3   | Jacqueline de Backer | FC Sarrebruck  | 15   |
| 3   | Isabelle Meyer       | SC Sand        | 15   |
| 5   | Christine Veth       | SC Sand        | 14   |